# Cantón de Le Châtelard
El cantón de Le Châtelard (en francés canton du Châtelard) era una división administrativa francesa, que estaba situada en el departamento de Saboya y la región de Ródano-Alpes.

## Composición
El cantón estaba formado por catorce comunas:
- Aillon-le-Jeune
- Aillon-le-Vieux
- Arith
- Bellecombe-en-Bauges
- Doucy-en-Bauges
- École
- Jarsy
- La Compôte
- La Motte-en-Bauges
- Le Châtelard
- Le Noyer
- Lescheraines
- Sainte-Reine
- Saint-François-de-Sales

## Supresión del cantón
En aplicación del decreto n.º 2014-272 del 27 de febrero de 2014, el cantón de Le Châtelard fue suprimido el 1 de abril de 2015 y sus 14 comunas pasaron a formar parte del cantón de Saint-Alban-Leysse.